# فرودگاه گرین تریس رنچ
فرودگاه گرین تریس رنچ (به انگلیسی: The Green Trees Ranch Airport) یک فرودگاه خصوصی است که یک باند فرود چمن دارد و طول باند آن ۸۱۰ متر است. این فرودگاه در کشور ایالات متحده آمریکا قرار دارد و در ارتفاع ۳۴۷ متری از سطح دریا واقع شده است.